# Ojos de Agua (Honduras)
Ojos de Agua is een gemeente (gemeentecode 0312) in het departement Comayagua in Honduras.
De eerste bewoners van deze plek vonden hier bronnen. Daarom noemden ze het Ojos de Agua (letterlijk uit het Spaans: "Ogen van water").
De hoofdplaats Ojos de Agua ligt aan de rivier Humuya. Dicht bij liggen de bergen Tigre en Rancho Alegre.

## Bevolking
De bevolking is als volgt verdeeld:
| Vrouwen | 5234 | 48,7% |
| Mannen  | 5505 | 51,3% |

## Dorpen
De gemeente bestaat uit achttien dorpen (aldea), waarvan de grootste qua inwoneraantal: Ojos de Agua (code 031201), San Rafael (031218) en Los Anises (031214).